# Garin Rana (Zinder)
Garin Rana ist ein Dorf im Arrondissement Zinder IV der Stadt Zinder in Niger.

## Geographie
Das von einem traditionellen Ortsvorsteher (chef traditionnel) geleitete Dorf befindet sich westlich des Stadtzentrums im ländlichen Gemeindegebiet von Zinder, der Hauptstadt der gleichnamigen Region Zinder. Zu den Dörfern in der näheren Umgebung zählen Dogon Chouri im Norden, Midic im Osten, Karagoua Wanzamey und Zangon Ismagaïla im Südosten sowie Babarkia im Südwesten.
Bei Garin Rana erstreckt sich ein kleiner Teich (mare). Wie im gesamten Gemeindegebiet von Zinder herrscht das Klima der Sahelzone vor, mit einer durchschnittlichen jährlichen Niederschlagsmenge zwischen 300 und 400 mm.

## Bevölkerung
Bei der Volkszählung 2012 hatte Garin Rana 284 Einwohner, die in 44 Haushalten lebten.

## Wirtschaft und Infrastruktur

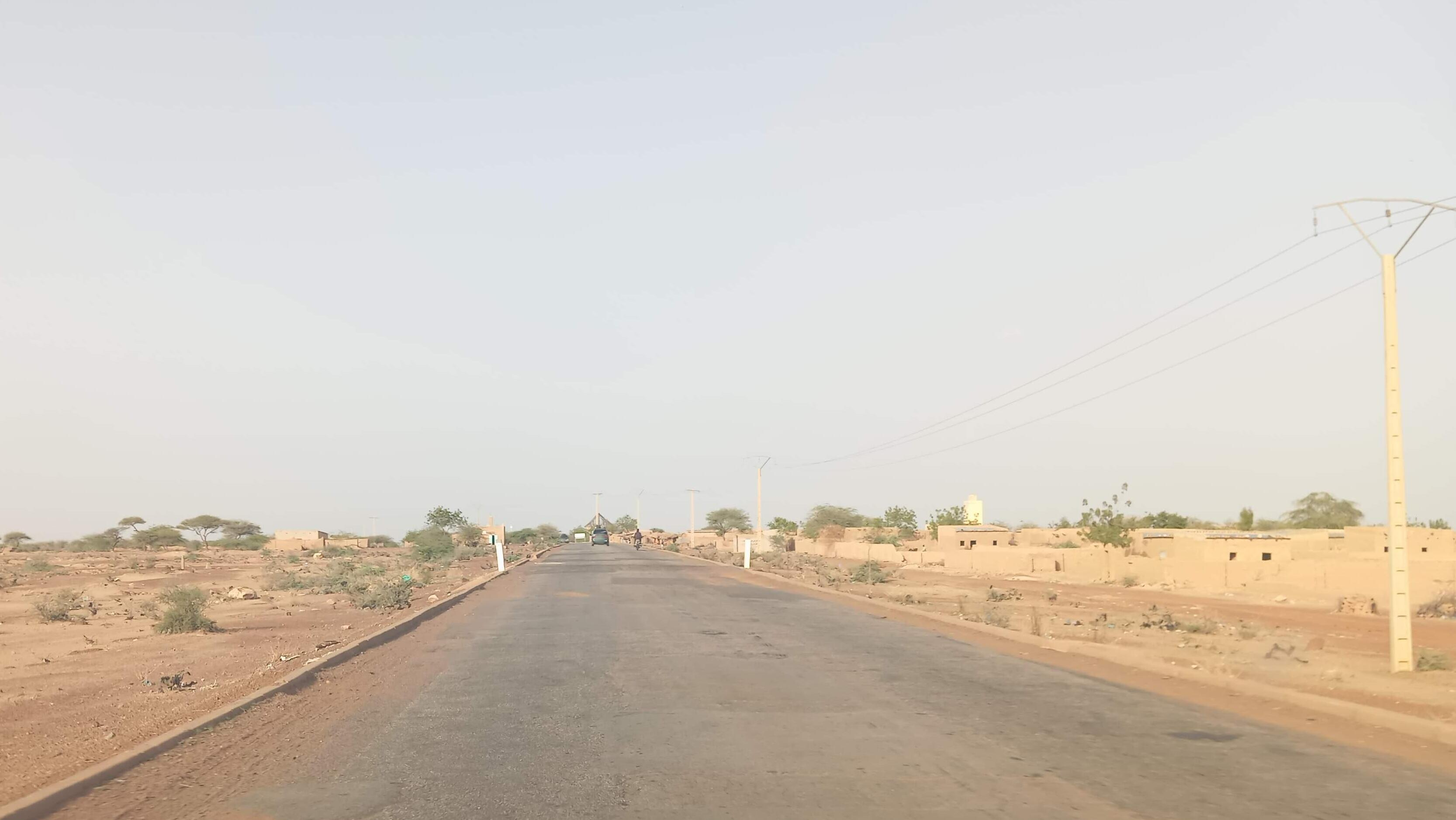
Nationalstraße 1 bei Garin Rana (2024)

Bei Garin Rana verläuft die Nationalstraße 1, die mit 1601,7 Kilometern längste Fernstraße Nigers. Das Gebiet um den Teich von Garin Rana wird als landwirtschaftliche Anbaufläche genutzt. Die verstärkte Ankunft von Zuwanderern aus dem Stadtzentrum in den 2010er Jahren brachte die Einführung neuer Erwerbszweige mit sich, etwa Gärtnereien. Im Dorf ist eine Pfadfindergruppe des nationalen Verbands Association des scouts du Niger aktiv.